# Turbonilla cortezi
Turbonilla cortezi är en snäckart som beskrevs av Bartsch 1917. Turbonilla cortezi ingår i släktet Turbonilla och familjen Pyramidellidae. Inga underarter finns listade i Catalogue of Life.